# Santa Rosa (New Mexico)
Santa Rosa ist eine Stadt im Guadalupe County im US-Bundesstaat New Mexico in den Vereinigten Staaten mit 2744 Einwohnern (Stand: 2000). Santa Rosa ist Sitz der Countyverwaltung (County Seat) des Guadalupe County. Sie liegt zwischen Albuquerque und Tucumcari, am Pecos River. Die Stadt liegt am Westrand des Llano Estacado.

## Geschichte
„Aqua Negra Chiquita“ (kleines schwarzes Wasser) war 1865 die erste europäische Siedlung in der Gegend. Der Name wurde 1890 in
Anspielung an eine vom Stadtgründer Don Celso Baca gebaute und nach seiner Mutter, der Heiligen Rosa von Lima benannten Kapelle wurde 1890 der Name der Stadt in „Santa Rosa“ (die heilige Rose) geändert.
Die „Rose“ kann auch auf die Rosen in der Legende der lieben Frau von Guadalupe anspielen und den Katholizismus der in diesem Gebiet ansässigen spanischen Siedler symbolisieren.

## Verkehr
In Santa Rosa kreuzen sich die Interstate 40, die U.S. Highway 54 und die U.S. Highway 84. Zwischen 1926 und 1937 führte die Route 66 durch den Ort.
Anfang der 1900er Jahre erhielt Santa Rosa einen Eisenbahnanschluss an das Netz der Chicago, Rock Island and Pacific Railroad.

## Geographie
Santa Rosa hat viele natürliche Seen, eine Anomalie im trockenen Wüstenklima. Ursprung der Seen sind Karsttrichter im Kalkstein, die sich mit Wasser füllen. Viele sind durch ein unterirdisches natürliches Wassertunnelsystem miteinander verbunden. Der bekannteste See ist das Blaue Loch (Blue Hole), ein 25 Meter tiefes, 16 °C kühles Wasser.

## Demographie
Nach der Volkszählung im Jahr 2000 lebten hier 2744 Menschen in 898 Haushalten und 616 Familien. Die Bevölkerungsdichte betrug 249,3 Einwohner pro km². Ethnisch betrachtet setzte sich die Bevölkerung zusammen aus 57,47 % weißer Bevölkerung, 2,19 % Afroamerikaner 1,75 % amerikanischen Ureinwohnern, 0,87 % Asiaten, 0,04 % Bewohnern aus dem pazifischen Inselraum, 33,13 % anderer Herkunft und 4,56 % Mischlinge. 81,16 % der Bevölkerung waren spanischer oder lateinamerikanischer Abstammung.
Von den 898 Haushalten hatten 35,0 % Kinder und Jugendliche unter 18 Jahre, die bei ihnen lebten. 45,1 % waren verheiratete, zusammenlebende Paare, 18,3 % waren allein erziehende Mütter und 31,3 % waren keine Familien. 28,0 % bestanden aus Singlehaushalten und in 11,2 % lebten Menschen im Alter von 65 Jahren oder darüber. Die Durchschnittshaushaltsgröße betrug 2,50 und die durchschnittliche Familiengröße lag bei 3,03 Personen.
Auf den gesamten Ort bezogen setzte sich die Bevölkerung zusammen aus 23,1 % Einwohnern unter 18 Jahren, 10,4 % zwischen 18 und 24 Jahren, 34,4 % zwischen 25 und 44 Jahren, 20,0 % zwischen 45 und 64 Jahren und 12,0 % waren 65 Jahre alt oder darüber. Das Durchschnittsalter betrug 36 Jahre. Auf 100 weibliche Personen kamen 135,1 männliche Personen. Auf 100 Frauen im Alter von 18 Jahren oder darüber kamen statistisch 145,2 Männer.
Das jährliche Durchschnittseinkommen eines Haushalts betrug 25.085 USD, das Durchschnittseinkommen der Familien betrug 28.782 USD. Männer hatten ein Durchschnittseinkommen von 20.161 USD, Frauen 16.417 USD. Das Prokopfeinkommen betrug 11.168 USD. 18,9 % der Familien und 23,2 % der Bevölkerung lebten unterhalb der Armutsgrenze (inklusive 27,5 % der Kinder und 23,9 % der über 65-Jährigen).